# ミード郡 (サウスダコタ州)
ミード郡（英: Meade County）は、アメリカ合衆国サウスダコタ州の西部に位置する郡である。2010年国勢調査での人口は25,434人であり、2000年の24,253人から4.9％増加した。面積ではサウスダコタ州第1位の郡である。郡庁所在地はスタージス市（人口6,627人）であり、同郡で人口最大の町はボックスエルダー市（人口7,800人）である。ミード郡は1889年に設立され、郡名はミード砦に因んで名付けられた。ミード砦は1878年にアメリカ陸軍によって建設された基地であり、南北戦争の将軍ジョージ・ミードに因むものだった。
ミード郡はペニントン郡と共にラピッドシティ大都市圏を構成している。

## 地理
アメリカ合衆国国勢調査局に拠れば、郡域全面積は3,4826平方マイル (9,020 km2)であり、このうち陸地は3,471平方マイル (8,989 km2)、水域は12平方マイル (31 km2)で水域率は0.34％である。

### 主要高規格道路
| - 州間高速道路90号線 - アメリカ国道14号線 - U.S. Highway 14A - アメリカ国道212号線 | - サウスダコタ州道34号線 - サウスダコタ州道73号線 - サウスダコタ州道79号線 |

### 隣接する郡
- パーキンズ郡 - 北
- ジーバック郡 - 東
- ペニントン郡 - 南
- ローレンス郡 - 南西
- ビュート郡 - 北西

### 国立保護地域
- ベアビュート国立野生生物保護区
- ブラックヒルズ国立の森（部分)

## 人口動態
以下は2000年の国勢調査による人口統計データである。
| 基礎データ - 人口: 24,253人 - 世帯数: 8,805 世帯 - 家族数: 6,700 家族 - 人口密度: 3人/km2（7人/mi2） - 住居数: 10,149軒 - 住居密度: 1軒/km2（3軒/mi2） 人種別人口構成 - 白人: 92.65% - アフリカン・アメリカン: 1.48% - ネイティブ・アメリカン: 2.04% - アジア人: 0.63% - 太平洋諸島系: 0.07% - その他の人種: 0.61% - 混血: 2.52% - ヒスパニック・ラテン系: 2.10% 年齢別人口構成 - 18歳未満: 28.4% - 18-24歳: 10.6% - 25-44歳: 29.6% - 45-64歳: 21.0% - 65歳以上: 10.4% - 年齢の中央値:33歳 - 性比（女性100人あたり男性の人口） - 総人口: 102.2 - 18歳以上: 101.6 | 世帯と家族（対世帯数） - 18歳未満の子供がいる: 39.9% - 結婚・同居している夫婦: 64.4% - 未婚・離婚・死別女性が世帯主: 8.3% - 非家族世帯: 23.9% - 単身世帯: 19.9% - 65歳以上の老人1人暮らし: 7.5% - 平均構成人数 - 世帯: 2.66人 - 家族: 3.05人 収入と家計 - 収入の中央値 - 世帯: 36,992米ドル - 家族: 40,537米ドル - 性別 - 男性: 26,572米ドル - 女性: 20,517米ドル - 人口1人あたり収入: 17,680米ドル - 貧困線以下 - 対人口: 9.4% - 対家族数: 7.9% - 18歳未満: 11.8% - 65歳以上: 6.1% |

## 都市と町
都市名の後の数字は2010年国勢調査での人口を示す
| - 1. ボックスエルダー 7,800 - 2. スタージス 6,627 - 郡庁所在地 - 3. ブラックホーク 2,892 - 4. サマセット 1,814 - 5. フェイス 421 |

### その他の町
- エルスワース空軍基地
- マッドビュート
- ピードモント
- ティルフォード
- ホワイトオウル

### 郡区
ミード郡は下記6つの郡区と3つ未編入領域に分けられている。
| - ダコタ - イーグル - ハワード - レイクサイド - スミスビル - アッパーレッドオウル | - ベルフーシュ・シャイアンバレー - ノースミード - サウスウェストミード |